# Курочкин, Николай Владимирович
Курочкин Николай Владимирович (1946—2018 гг.) — разноплановый и разножанровый прозаик (историческая проза, фантастика, философская проза, детективы, приключения и т. д.)

## Биография
Курочкин Николай Владимирович родился 23 мая.1946 года в г. Благовещенске Амурской области, там же окончил среднюю школу. Отец, Владимир Васильевич Краваткин (Креве), капитан СМЕРШ ГРУ, погиб на Филиппинах в 1955 году. Мать, Мая Никифоровна Картавцева, в годы Великой Отечественной войны — радистка разведывательно-диверсионной группы, телеграфист, работавшая также на линии переговоров «Сталин-Рузвельт», умерла в 1966 году. Оставшись сиротой, воспитывал и учил сводную сестру (Курочкин — фамилия отчима).
По матери — потомственный казак-стадесятинник, прадеды которого брали Париж и Берлин, а родоначальнику Никите Картавцеву за боевые подвиги и спасение жизни под Албазином кубанского атамана Пашкова даровано в пожизненное пользование 103 га земли на Дальнем Востоке. Николай Владимирович — последний мужчина в роду.
После окончания Иркутского института народного хозяйства работал в системе «Сургутгазстроя», «Мегионгазстроя» и «Томскгазстроя» до 1978 года. За это время неоднократно бывал в длительных загранкомандировках, выполняя задания Родины за рубежом.
С 1990 по 2010 год жил и работал в Новосибирске. Обладая широчайшим диапазоном интересов (история, философия, психология, социология, геополитика и др.), кроме романов и повестей писал аналитические и публицистические статьи. Работая ведущим аналитиком Центра межнациональных и межрегиональных экономических проблем, вел еженедельный геополитический обзор на радио «Слово». В 2010 году ввиду ухудшения состояния здоровья и инвалидности после контузии, переезжает на Кубань, на хутор Чекон города-курорта Анапа. Здесь вместе с супругой и соавтором Еленой Станиславовной Олейник пишет новый автобиографический приключенческий роман «Авантюрист», отрывок из которого — «Мой неповторимый Самоа» был опубликован в сборнике «Писатели Кубани — ХХ1 век» к 70-летию Краснодарской Краевой писательской организации, а полностью первая часть романа была издана в «Библиотеке Дальневосточного казачества». Будучи прикован к постели, работал над продолжением романа до последнего часа своей жизни, из которой ушел 7 октября 2018 года.

## Литературная деятельность
Писать начал в 30 лет, и первая же книга «Жизнь спустя» была особо отмечена столичной критикой. Официально числился среди так называемых «лидеров поколения тридцатилетних». В 1983 году награжден дипломом и получил звание Лауреата Всесоюзного литературного конкурса им. М.Горького, награду принимал из рук классика русской литературы Леонида Леонова.
Был участников Всесоюзных литературных семинаров в Москве, Ислочи (Белоруссия), Пицунде (Абхазия), молодых писателей-фантасов в Дубултах (Латвия), писательских конференций в Тюмени и Москве, Ш съезда писателей Сибири в Новосибирске
В 1984 году в московском издательстве «Молодая гвардия» вышел роман «Смерть экзистенциалиста», сразу же ставший бестселлером. Писатель пробовал свои силы в разных жанрах: в издательствах Москвы, Владивостока, Хабаровска, Новосибирска печатаются романы, повести и рассказы — «Соседей не выбирают» -фантастика, «Федька Зуек — пират Ее Величества» — историческая проза, «Бизнес-тур», « Киллер для честного бизнеса» — детективы.
Московское издательство «ВЕЧЕ» предложило открыть серию «Джентльмены удачи» приключенчески-историческими романами Н. Н. Курочкина (Креве) — «Пират Ее Величества» и «Морские псы Ее Величества», которые вышли в 2011 и 2012 годах.
Научно-фантастические рассказы писателя рассеяны по более чем 17 коллективным сборникам — от Санкт-Петербурга до Владивостока. Повестью «Юрис цивилис» открывался юбилейный сборник издательства «Художественная литература» — «Поколение» в 1987 году. Чаще всего встречается на сайтах любителей фантастики рассказ «Иллюзии Майи». Писатель работал и для детей. Была подготовлена к печати повесть «Тайный союз рыжих», но, несмотря на положительный отзыв патриарха сибирской детской литературы и фантастики Михаила Михеева, по идеологическим соображениям набор был приостановлен; писались также сказки и рассказы — «Самая зажиточная в мире сорока» и др.
Н. В. Курочкин (Креве) состоял в дружеской творческой переписке с такими известными писателями, как Сергей Снегов, Виктор Колупаев, Геннадий Прашкевич, участвовал в выступлениях перед читателями с Александром Казанцевым, Сергеем Заплавным, Александром Рубаном, Владимиром Шкаликовым и мн.др.(письма и фото из личного архива)

## Награды и премии
- 1983 год — Диплом и звание Лауреата Всесоюзного литературного конкурса им. М.Горького
- 2001 год — грант «Альфа-банка» за победу в литературном конкурсе в номинации « ПРОЗА-РОМАН»
- 2006 год — юбилейная медаль к 110-летию г. Новосибирска;.
- Почетная грамота губернатора Новосибирской области за вклад в развитие литературы и плодотворную творческую деятельность;
- Почетная грамота правления Союза писателей России за большой вклад в создание сибирской литературной школы и в связи с 80-летием Новосибирского отделения СП России.

### Отдельные книги и сборники
- 1976 — «Жизнь спустя» // Запсибиздат, то же — Амурское книжное издательство, Хабаровск, 1989
- 1980 — «Безумная идея»// в сб."Собеседник, вып.5 ЗСКИ с.124
- 1981 — «Призраки»// в сб. Фантастика-81, Москва, Мол. Гв., с.6
- 1982 — «Стихийный гений» //Москва ИР№ 4 стр.40, то же — в сб. "Великий Краббен, ЗСКИ, 1983 с.102
- 1983 — « Орден дальнейших успехов»// в сб. Великий Краббен, ЗСКИ, с.111
- 1984 — «Смерть экзистенциалиста» // Москва, «Молодая гвардия»
- 1989 — то же, Хабаровск
- 1984 — « Предел текучести» // Новосибирск, ЗСКИ
- 1987 — «Юрис цивилис» // Москва, «Художественная литература»,"Поколение", то же — Хабаровск,1989
- 1989 — « Уикенд на берегу» // Хабаровск, Амурское КИ
- 1990 — « Второе удовольствие» // Владивосток
- 1990 — «Иллюзии Майи» // в сб. «Время покупать черные перстни», Москва, «Молодая гвардия», с.230
- 1991 — «Химера их мохера», «Самый гадкий утенок» // в сб. фантастики, детективов ит приключений «В стране приключений», Новосибирск, «Нонпарель», с.349, 362
- 1992 --« Соседей не выбирают», фантастический роман//Хабаровск
- 1995 — «Федька Зуек — пират Ее Величества» // Интербук
- 1998 — «Бизнес-тур», детектив// Новосибирск, «Менгазея»
- 1998 — «Киллер для честного бизнеса», детектив // Интербук
- 2011 — «Пират Ее Величества», исторический роман// М; ВЕЧЕ
- 2012 — «Морские Псы Ее Величества» // Москва, ВЕЧЕ
- 2017 — «Неповторимый Самоа» // в сб. « Писатели Кубани — ХХ1 век», Краснодар, с.133
- 2018 — « Авантюрист», автобиографический приключенческий роман //в соавторстве с Е. С. Олейник

### Публикации в журналах
- 1980 — « Пограничная ситуация», повесть //Москва, «Литературная учеба», № 6 стр.20
- 1987 — « Второе удовольствие», «Худший из лучших» // Москва, «Литературная учеба», № 2 с. 27
- 1991 — « Соседей не выбирают» // Хабаровск, «Дальний Восток», № 4-5
- 1993 — «Легенды и мифы ДВР или популярные примыслы к истории государства, которого на самом деле почти что и не было» //Хабаровск, лит.журнал «Дальний Восток» № 10 с.165

### Публицистика
- 1986 — « Зачем и почему?» // Москва, «Лит.учеба» № 1
- 1986 — « Писать современность, видеть перспективу» — в беседе с Русланом Киреевым // Москва, «Лит.учеба», № 3
- 1987 — « Управленческие утопии, литература и организационная реальность» // журнал «Урал» № 4 с.167
- 1991 — « О границах Сибири» // Новосибирск, «Литературная Сибирь»
- 1996 — « Такая вот полоса», историко-аналитический очерк// журнал «Сибирские огни» № 1-4, с.248
- 1999 — « Ордена новой России»// Томск, альманах «Сибирские Афины» № 2 (15) с.34